# Aki (cratera)
Aki é uma cratera marciana. Tem como característica 8.1 quilômetros de diâmetro. Deve o seu nome à localidade japonesa Aki.